# Earnhardt Ganassi Racing

Ehemaliges Logo des Teams Dale Earnhardt, Inc.

Earnhardt Ganassi Racing, kurz EGR, ist ein US-amerikanisches NASCAR-Team, dessen Hauptsitz sich in Mooresville, North Carolina befindet. Das Team wurde zur Saison 2009 unter dem Zusammenschluss von Dale Earnhardt, Inc. und Chip Ganassi Racing gegründet. Ursprünglich wurde Dale Earnhardt, Inc. 1980 von der Rennfahrer-Legende Dale Earnhardt gegründet, der 2001 beim Daytona 500 auf dem Daytona International Speedway in der letzten Rennrunde bei einem Unfall ums Leben kam. Auch wenn er der Besitzer dieser Teams war, fuhr er nie selbst dafür. Stattdessen blieb er dem Team Richard Childress Racing, seines langjährigen Mentors Richard Childress treu.
2001 kaufte sich Ganassi mit einem Anteil von 80 % in das 1989 von Felix Sabates gegründete NASCAR-Team ein und nannte es Chip Ganassi Racing. 2002 führte Sterling Marlin lange in der Meisterschaft, wurde jedoch durch einen Unfall außer Gefecht gesetzt. 2003 war Ganassi Racing das erste Team, das mit Jamie McMurray im Nextel Cup, mit David Stremme in der Busch Grand National Series und mit Reed Sorenson in der ASA Series drei Rookies of the Year hervorgebracht hat. Eine kleine Sensation war Ende 2006 die Verpflichtung des ehemaligen Formel-1-Fahrers und Indy-500-Siegers Juan Pablo Montoya, der das in ihn gesetzte Vertrauen mit einem Sieg beim 24-Stunden-Rennen von Daytona 2007 rechtfertigte. Da Dario Franchitti sich bei einem Nationwide-Rennen in der Saison 2008 den Knöchel verletzte, wurde er erst in Talladega von David Stremme und später in Richmond von Sterling Marlin ersetzt.

## Sprint-Cup-Teams

### Rennwagen #01 Geschichte

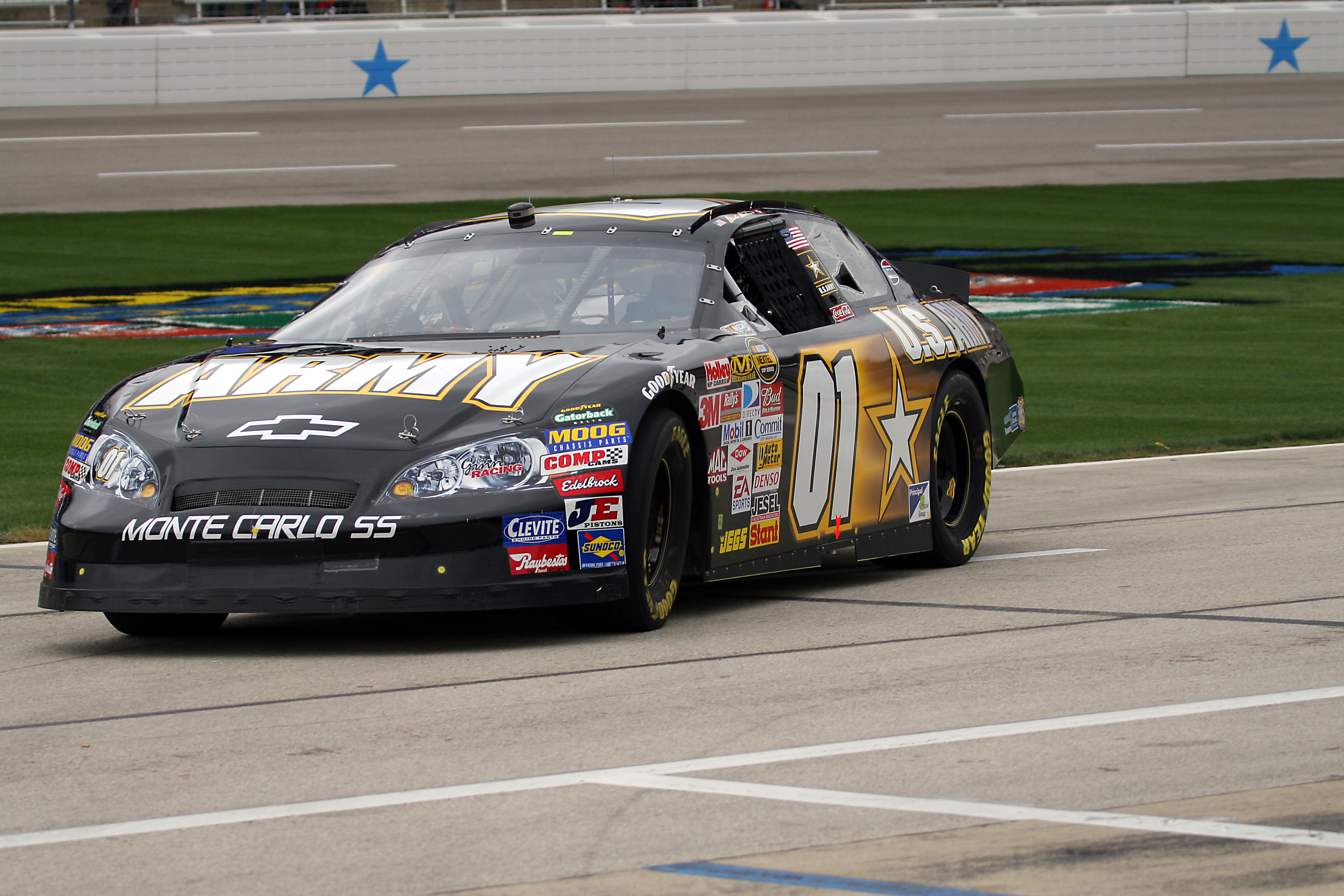
Wagen #01 U.S. Army

Der Wagen #01 startete erstmals als Pontiac mit der Nummer #36 im Jahre 1997 mit der finanziellen Förderung des Süßwarenherstellers Skittles. Gefahren wurde der Rennwagen damals von Derrike Cope, der die Saison 1997 als 27. beendete.
Nach dessen geringen Erfolg sollte Rennfahrerveteran Ernie Irvan die Lage in der kommenden Saison wieder in Ordnung bringen. Das Highlight der Saison war die Pole beim Brickyard 400.
Letztendlich fand der Wagen seinen Weg zu Dale Earnhardt, Inc. am 25. Juli 2007 bei der Fusion mit Ginn Racing. Zum ersten Mal beim Dale Earnhardt, Inc.-Rennstall wurde der Wagen von Mark Martin beim Brickyard 400 im Jahre 2007 gefahren.

### Rennwagen #1 Geschichte
Dale Earnhardt, Inc. debütierte im Winston Cup (heute Sprint Cup) 1996 mit dem #14 Racing for Kids Chevrolet. Gefahren wurde dieser von Robby Gordon erstmals auf dem Charlotte Motor Speedway. Jeff Green fuhr das Auto für zwei weitere Saisonrennen. Im nächsten Jahr fuhr Steve Park die #1 in fünf Saisonrennen mit Burger King als Sponsor. 1998 tauschte das Team die Nummern mit dem Wagen von Richard Jackson, so wurde das Auto #14 zur #1. Der seit 2005 Halbjahres- und seit 2006 Ganzjahresfahrer Martin Truex junior fuhr am 4. Juni 2007 seinen ersten Nextel-Cup-Sieg im Auto #1 auf dem Dover International Speedway bei einem Rennen mit dem Car of Tomorrow ein.

### Rennwagen #8 Geschichte

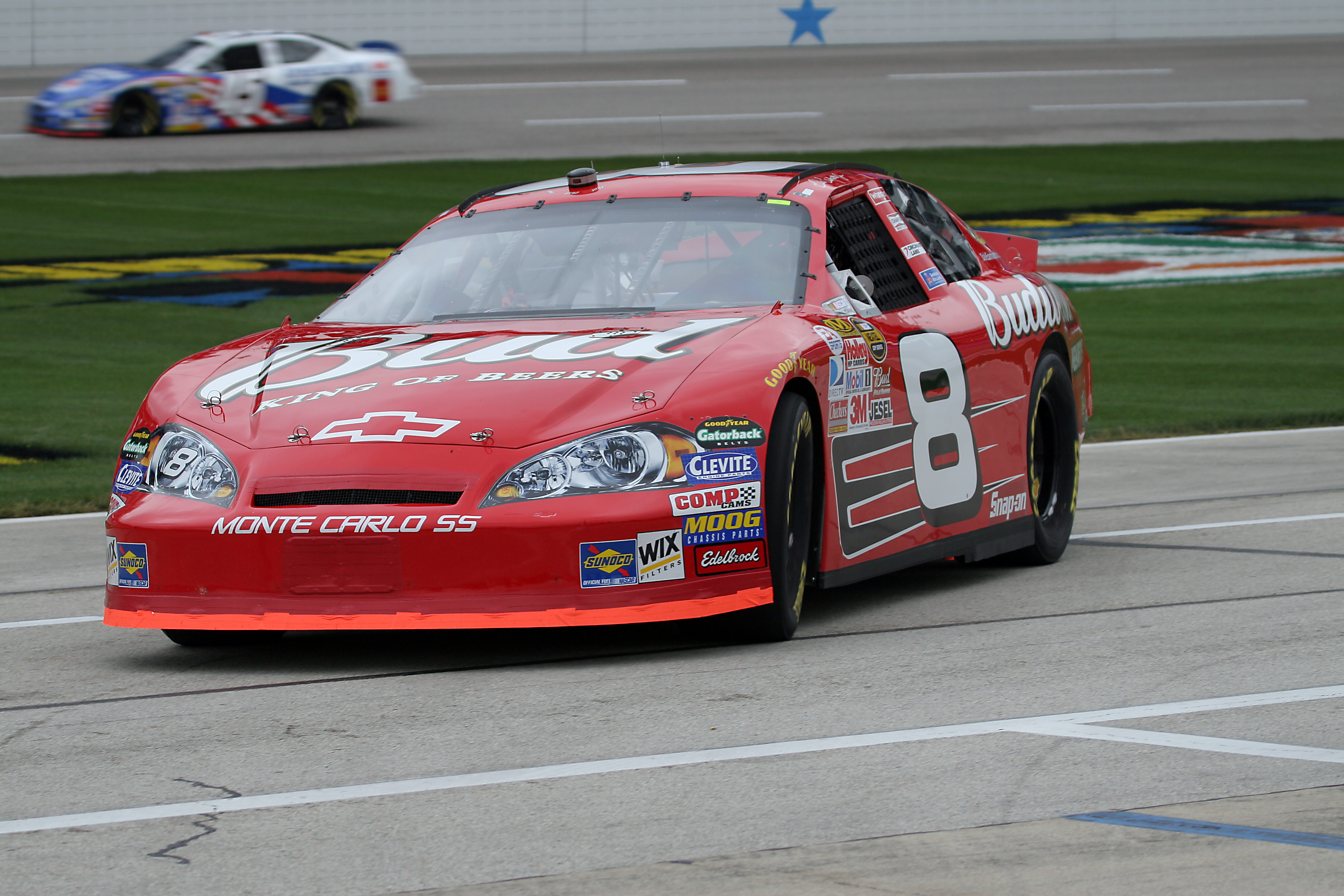
Wagen #8 Budweiser

Die #8 fuhr 1998 zum ersten Mal in der NASCAR Busch (Grand National) Series als der #3 ACDelco Chevrolet, gefahren von Dale Earnhardt junior Junior gewann jeweils die Saison 1998 und 1999 in diesem Auto. 1999 fuhr Earnhardt Jr. fünf Rennen im Winston Cup mit dem #8 Budweiser Chevrolet, eines mit Top 10 Resultat, eines mit Führungsrunde und eines als DNF. 2000 stieg er dann als Ganzjahresfahrer in den Winston Cup auf. Sein erstes gewonnenes Rennen war 2000 auf dem Texas Motor Speedway. Kurz darauf verstarb sein Vater. 2004 gewann er das Daytona 500, sechs Jahre nachdem sein Vater es gewonnen hatte. In dieser Saison sammelte er noch fünf weitere Siege.
In der Saison 2008 des Sprint Cups wird Junior nicht mehr für Dale Earnhardt, Inc. fahren, stattdessen wechselt er zu Hendrick Motorsports, kurz HMS, und wird die Nummer #8 nicht behalten, da seine Stiefmutter dies untersagte.

### Rennwagen #15 Geschichte
Die Nummer #15 war ursprünglich der #16 NAPA Chevrolet Silverado, gefahren von Ron Hornaday Jr. in der Craftsman Truck Series. Zwischen 1995 und 1999 gewann das Team 23 Rennen und zwei Meisterschaften. 2000 wechselte das Team dann in die Busch (Grand National) Series und hatte dort die #3. Hornaday gewann zweimal und beendete die Saison als Achter in der Gesamtwertung, aber beendete sie als Zweiter in der Rookie of the Year-Wertung nach Kevin Harvick. 2001 wechselte das Team dann letztendlich noch einmal die Serie, dass aber ohne den bisherigen Fahrer, behielt aber den Sponsor NAPA. Den Nachfolger für Ron Hornaday fand DEI in Michael Waltrip, der jetzt die #15 fuhr. Der erste Rennsieg beim Daytona 500 wurde allerdings von dem Tod von Dale Earnhardt überschattet.
Seit 2005 fährt Michael Waltrip allerdings für sein eigenes Team Michael Waltrip Racing, wohin er den Sponsor NAPA mitzog.
2006 nahm die #15 dann einen Halbzeitstatus an, wobei der DEI Busch Series Fahrer Paul Menard für das jetzt von Menards Home Improvement Stores gesponserte Team fuhr. Sein erstes Top 10 Resultat lieferte Menard dann bei seiner fünften Platz auf dem Autódromo Hermanos Rodríguez.

## Nationwide-Series-Teams

### Rennwagen #11 Geschichte
Dieses DEI Auto fuhr ausschließlich in der Nationwide Series in der Hälfte der Saison 2007 und die volle 2005er und 2006er Saison. Der Fahrer war Paul Menard. Dieser verließ das Team, als er 2007 in den Nextel Cup aufstieg. Deshalb wurde das Auto in der Saison 2007 nur in einem sehr begrenzten Zeitraum von jeweils Menard oder Martin Truex Jr. gefahren.

### Rennwagen #81 Geschichte
Die #81 erschien nur kurz in der Winston Cup Saison 2003 und wurde dort meist von Jason Keller und John Andretti gefahren. Ein Wiederkommen der #81 ist wohl eher unwahrscheinlich, da sich NFL Legende Tim Brown die Rechte an der Nummer #81 für sein angekündigtes Sprint Cup Team gesichert hat.

## Teilhaberschaft an Richard Childress Racing
Earnhardt-Childress Racing Technologies entstand im Mai 2007 in einer Kooperation zwischen Dale Earnhardt Incorporated und Richard Childress Racing zum gemeinsamen Produzieren von Motoren.